# Georg Heinrich von Görtz

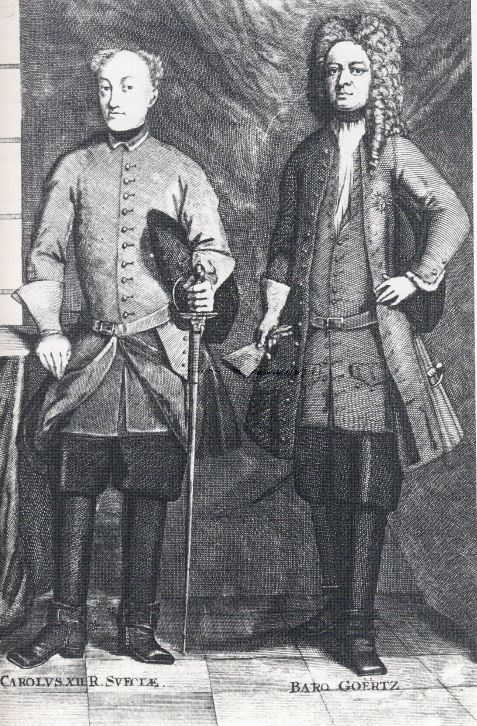
Karol XII i Georg Heinrich von Görtz

Georg Heinrich von Görtz, Baron of Schlitz (ur. 1668, zm. 19 lutego 1719) – dyplomata w służbie Szwecji urodzony w Holsztynie i wykształcony na Uniwersytecie w mieście niemieckim Jena. Minister księstwa Holsztynu.

## Kariera
Wszedł na służbę księstwa Holstein-Gottorp i po śmierci Jadwigi Zofii, siostry Karola XII, króla Szwecji, swoje wpływy na dworze zawdzięczał zaufaniu syna Jadwigi Zofii, Karola Fryderyka.
Görtz starał się wzmocnić księstwo Holstein-Gottorp kosztem Danii. Gdy Karol XII przebywał w Altranstädt (1706–1707), Görtz próbował pozyskać jego pomoc. Sześć lat potem, gdy szwedzki dowódca Magnus Stenbock przekraczał Łabę Görtz, służył mu swą radą i był z nim przy oblężeniu duńskiej twierdzy Tönning. Następnie próbował stworzyć sojusz antyduński, w którym znalazłyby się: Imperium Rosyjskie, Królestwo Prus i Saksonia. Karol XII odmówił jednak wydania Szczecina Prusom, by ratować resztki swych niemieckich posiadłości, a co otworzyłoby drogę do sojuszu z Prusami. Görtzowi nie udało się też uczynić Karola Fryderyka Holsztyńskiego małżonkiem carówny Anny.

## Karol XII
Gdy Karol XII wrócił z Turcji do Stralsundu, Görtz odwiedził go jako pierwszy i został jego ministrem lub „wielkim wezyrem”, jak Karol XII wolał go nazywać. Sam niezwykle śmiały Görtz był zafascynowany heroizmem wojennym króla. Był jedynym doradcą króla, który uważał, że Szwecja wyczerpana wojną północną nadal jest zdolna do walki i zwycięstwa.

## Plenipotent Królestwa Szwecji
Pozycja Görtza była niecodzienna; nie był szwedzkim poddanym, lecz był też niemal dyktatorem, odpowiedzialnym jedynie przed królem. Jego sposób prowadzania spraw finansowych był rewolucyjny. Kazał bić miedziane żetony, by wywołać dewaluację pieniądza, co miało pozwolić na znalezienie pieniędzy na wojnę. W tym celu powstała tak zwana „Deputacja Zakupów”. Karol XII podczas nieobecności „wezyra” w Szwecji wybił zbyt wiele monet, co doprowadziło do niepokojów społecznych.
W 1717 został przejściowo zaaresztowany w Holandii przez Duńczyków (hr. Heinrich Reventlow) i Holendrów.
Gdy w 1718 roku „system Görtza” zaczął się walić, powszechnie znienawidzono go w Szwecji, na równi z tyrańskimi posunięciami króla nie potrafiącego pogodzić się z przegraną wojenną i zmuszającego Szwedów do wyrzeczeń ponad siły.

## Upadek
Görtz rozwinął szeroką sieć dyplomacji międzynarodowej, którą w wiek potem podziwiali Metternich i Talleyrand. Görtz negocjował za pośrednictwem Theodora von Neuhoffa, późniejszego króla Korsyki z kardynałem ministrem Giulio Alberonim i z brytyjskimi opozycyjnymi Torysami, a także z Jakobitami. Z powodu jego działań podejrzliwi Brytyjczycy zatrzymali szwedzkiego ambasadora w Londynie, którym był Carl Gyllenborg, korespondujący z Görtzem. Wszystkie wysiłki Görtza zaprzepaściła nagła śmierć Karola XII w 1718 roku. Görtz padł ofiarą wściekłości Szwedów – w wyniku procesu został ścięty.